# Consonante laminar
Una consonante laminal o laminar (también llamada predorsal) es una consonante articulada mediante la obstrucción del paso del aire por la lámina, esto es, la superficie delantera plana ubicada inmediatamente detrás de la punta o ápice de la lengua. 
Dentro del grupo de las consonantes coronales (aquellas que utilizan la parte anterior de la lengua), existen también las apicales que se diferencian de las laminares en que son producidas al crear la obstrucción con el ápice o punta de la lengua solamente. No es frecuente dentro de una misma lengua el contraste entre laminares y apicales y cuando ello ocurre es generalmente entre fonemas fricativos y africados más que en oclusivas. El vasco utiliza esta distinción en la región alveolar, al igual que el bosnio, croata y serbio. El polaco y el mandarín hacen la distinción con las consonantes postalveolares. Sin embargo, muchas lenguas aborígenes de California hacen también la distinción con las oclusivas.
En algunos idiomas, las consonantes laminares registran una amplia obstrucción (encierro) que cubre la parte frontal completa de la boca, del paladar duro hasta los dientes. Por esta razón, son difíciles de comparar, puesto que laminares y apicales alveolares son dos articulaciones diferentes. Una articulación muy común de las laminares es la llamada dento-alveolar, que atraviesa el canto alveolar hacia los dientes, pero va un poco más allá que otras consonantes alveolares laminares que cubren más del canto alveolar (y podría ser considerado postalveolar).
- Datos: Q765443